# Frank John Hughes
Frank John Hughes (The Bronx (New York), 11 november 1967) is een Amerikaans acteur, filmproducent en scenarioschrijver.

## Biografie
Hughes begon met acteren in lokale Off-Broadway theaters, voor televisie begon hij met acteren in 1990 met de film Lonely in America. Hierna heeft hij nog meerdere rollen gespeeld in films en televisieseries zoals Bad Boys (1995), Band of Brothers (2001), Catch Me If You Can (2002), The Sopranos (2007), Righteous Kill (2008) en 24 (2009-2010).
Hughes is ook werkzaam als filmproducent en scenarioschrijver, in 2011 heeft hij de film Leave en in 2012 de film The Grief Tourist geproduceerd en geschreven.

## Filmografie

### Films
Uitgezonderd korte films.
- 2023 The Featherweight - als Mike Marino
- 2015 The Week – als Irving Petty
- 2012 Blue Lagoon: The Awakening – als Phil Robinson
- 2011 Leave – als Chris
- 2009 Bunker Hill – als detective Garzo
- 2008 Righteous Kill – als Charles Randall
- 2008 Yonkers Joe – als Tom Vincent
- 2007 Kings of South Beach – als luitenant Houlton
- 2007 Company Man – als Bill Price
- 2006 The Path to 9/11 – als Bill Miller
- 2006 Three Strikes – als Scronic
- 2002 Catch Me If You Can – als Tom Fox
- 2002 Big Shot: Confessions of a Campus Bookie – als Brady
- 2001 Anacardium – als Rich
- 2000 Robbers – als Tony Z
- 1999 Blink of an Eye – als Tommy
- 1999 Angel's Dance – als Nick
- 1997 Mr. Vincent – als Johnny
- 1996 No Way Home – als Bobby
- 1996 The Funeral – als Bacco
- 1996 Layin' Low – als Christy
- 1995 Bad Boys – als Casper
- 1992 My New Gun – als politieagent
- 1992 Happy Hell Night – als Sonny
- 1991 Candystore Conspiracy – als ??
- 1991 True Convictions – als John Lagana
- 1990 Lonely in America – als Carlos

### Televisieseries
Uitgezonderd eenmalige gastrollen.
- 2022 The Offer – als Frank Sinatra – 4 afl.
- 2012 Daybreak – als William – 2 afl.
- 2009 – 2010 24 – als Tim Woods – 24 afl.
- 2007 The Sopranos – als Walden Belfiore – 5 afl.
- 2004 – 2005 LAX – als Henry Engels – 11 afl.
- 2003 Boomtown – als officier Vincent Manzani – 2 afl.
- 2002 The Guardian – als Daniel Lafferty – 2 afl.
- 2001 Band of Brothers – als William 'Wild Bill' Guarnere – 7 afl.
- 2000 Cover Me: Based on the True Life of an FBI Family – als agent John Brooks – 8 afl.
- 1997 – 1998 Players – als Charlie O'Bannon – 18 afl.
- 1995 Homicide: Life on the Street – als Zithead Mazursky – 2 afl.

### Computerspellen
- 2005 Call of Duty 2: Big Red One – als Alvin Bloomfield
- 2005 Call of Duty 2 – als Alvin Bloomfeld

- Bibliothèque nationale de France: cb15109390t (data)
- International Standard Name Identifier: 0000 0001 1490 5378
- Library of Congress Control Number: no2005038724
- Nationale Bibliotheek van Israël: 987007324932205171
- Virtual International Authority File: 39674059
- WorldCat: E39PBJdM9GTmBpX3jKGkyVrTHC